# Kačarevo
Kačarevo (v srbské cyrilici Качарево, maďarsky Ferenchalom) je město v jižní části srbské Vojvodiny (jižní Banát), poblíž Pančeva. Patří k malým sídlům; v roce 2011 mělo 7 100 obyvatel. Administrativně je součástí Jihobanátského okruhu. 

## Historie
Sídlo bylo vybudováno na rozkaz císaře Leopolda II. pro německé kolonisty, kteří přišli do oblasti dnešní Vojvodiny po jejím opětovném přičlenění k Uhrám. Do začátku druhé světové války neslo město název Kraljevićevo. Současný název je podle partyzánského bojovníka Svetozara Kačara, který přesídlil do tohoto města z Bosny. 
Po druhé světové válce bylo německé obyvatelstvo odsunuto a město osídleno kolonisty z oblastí Bosny a jižní části Chorvatska.